# Perdutamente tua
Perdutamente tua (Now, Voyager) è un film del 1942 diretto da Irving Rapper.
Il soggetto, tratto dal romanzo Now, Voyager del 1941 di Olive Higgins Prouty, riguarda l'emancipazione di una donna e la sua storia d'amore che non può essere coronata pienamente. Lui, infatti, è sposato ma poi l'adulterio che si compie è anche la via attraverso la quale sua figlia vince i problemi psicologici causati dai conflitti tra i suoi genitori.
Prouty prese in prestito il titolo originale Now, voyager dalla poesia di Walt Whitman The untold want, che nella sua intierezza recita:
The untold want by life and land ne'er granted,
Now, voyager, sail thou forth, to seek and find.

## Trama
Charlotte Vale è una zitella repressa e poco attraente la cui vita è dominata dalla madre tiranna, una vedova aristocratica di Boston, il cui dominio emotivo sulla figlia ha portato Charlotte a una totale assenza di fiducia in se stessa. Temendo che Charlotte sia sull'orlo di un esaurimento nervoso, la cognata Lisa invita lo psichiatra Dr. Jaquith per un consulto ed egli raccomanda un soggiorno nella sua casa di cura.
Lontana dalla madre, Charlotte si trasforma in una donna elegante e seducente. Lo psichiatra, poi, suggerisce un viaggio in crociera prima del ritorno a casa. A bordo della nave, Charlotte incontra Geremia Duvaux Durrance, un uomo sposato che sta viaggiando con i suoi amici Deb e Frank McIntyre. È da loro che Charlotte scopre la devozione di Jerry per la sua giovane figlia Tina, motivo per il quale non si decide a divorziare dalla moglie, donna manipolatrice e gelosa che impedisce a Jerry di impegnarsi a fondo nella sua carriera di architetto, nonostante la grande passione che egli abbia per questa professione.
Una volta fatta amicizia, i due decidono di partecipare insieme alla gita organizzata dalla crociera a Rio de Janeiro, quando la loro auto rimane in panne. La mancanza di navi in partenza permetterà ai due di trascorrere altri cinque giorni insieme prima che Charlotte prenda il volo per Buenos Aires per riprendere la crociera. Anche se ormai sono innamorati l'uno dell'altra, decidono che sia meglio non rivedersi più.
Quando arriva a casa, la famiglia di Charlotte è sbalordita dai radicali cambiamenti nel suo aspetto e nel comportamento. Sua madre è decisa a riprendere il controllo della figlia, ma Charlotte vuole mantenere l'indipendenza conquistata. Il ricordo dell'amore di Jerry contribuisce a darle la forza di cui ha bisogno per mantenere il proposito.
Charlotte si fidanza con il ricco e affermato vedovo Elliot Livingston, ma dopo un incontro casuale con Jerry, in cui scopre che è ancora innamorata di lui, rompe il fidanzamento, ragione per la quale ha una violenta lite con la madre, che si arrabbia a tal punto da avere un attacco di cuore e muore. Sentendosi colpevole e sconvolta, Charlotte ritorna alla casa di cura.
Depressa e scossa, incontra Christine detta Tina, una bambina solitaria e infelice che le ricorda molto se stessa; entrambe hanno desiderato di essere amate dalle loro madri. Charlotte sa che la ragazzina è la figlia di Jerry; infatti fu lei stessa a consigliare al padre di portarla nella stessa casa di cura che a lei diede tanto giovamento. Con il permesso del Dr. Jaquith, si prende cura personalmente di Tina. Una volta ottenuti dei miglioramenti, Charlotte fa ritorno alla sua casa di Boston portandola con sé.
Jerry e il dottor Jaquith si recano in casa Vale e Jerry è lieto di vedere i cambiamenti intervenuti in sua figlia. Il dottor Jaquith, dopo un iniziale disappunto, consente a Charlotte di tenere Tina, con la rassicurazione che il rapporto con Jerry rimarrà platonico. Charlotte confida a Jerry che Tina è come un dono per lei da parte dell'uomo che ama e un modo per essergli vicina. Quando Jerry le chiede se è felice, ella risponde che c'è molta ricchezza nella sua vita e se anche non è tutto ciò che avrebbe voluto, aggiunge: "Oh, Jerry, non chiediamo la luna... abbiamo già le stelle".

## Produzione
La produzione aveva inizialmente proposto un ventaglio di possibili protagoniste che comprendeva Irene Dunne, Norma Shearer e Ginger Rogers. Quando Bette Davis fu informata del progetto si spese affinché potesse essere lei ad interpretare Charlotte. Una volta ottenuto il ruolo la Davis si applicò come non mai perché il suo personaggio potesse essere credibile ed efficace. Collaborò con il costumista Orry-Kelly, per suggerire e scegliere gli abiti adatti per descrivere la metamorfosi che il personaggio avrebbe subito nel corso della storia.
Altrettanto importante fu, ovviamente, la scelta del protagonista maschile. Il ruolo venne assegnato all'attore austriaco Paul Henreid. Quando si trattò di sceglierne il look, fu decisivo l'intervento di Bette Davis che bocciò come inadatta la brillantina per il suo partner, facendo cadere la scelta su una capigliatura più naturale.
Le vicende belliche impedirono di ambientare in Europa (e in particolare in Italia secondo le indicazioni dell'autrice) il viaggio all'estero nel quale nasce la storia tra Charlotte e Jerry. Gli esterni brasiliani sono tratti da filmati di repertorio mentre tutti gli altri esterni effettivamente girati con il cast riguardano la California e comprendono anche la San Bernardino National Forest.
Per anni sia la Davis che Henreid si sono attribuiti la paternità del piccolo rituale che Jerry compie più volte nel film quando accende due sigarette insieme e poi ne porge una a Charlotte. Un gesto di complicità ed intimità che assume un'importanza simbolica notevole e che entrambi attribuivano ad una propria intuizione avuta durante le prove sul set. Peccato per entrambi che le bozze di sceneggiatura di Casey Robinson conservate negli archivi della University of Southern California già contengano la descrizione di questa scena, nient'affatto improvvisata né inserita all'ultimo momento. Ciononostante questa scena rimase a lungo come un marchio indelebile di Bette Davis che lei ha sempre spacciato per "suo". In effetti  la Davis si era già trovata , con un altro attore, in un’analoga situazione: “La scena in cui Paul Henreid  ha due sigarette in bocca e ne passa una a Bette Davis ha un precedente simile dieci anni prima, tra la stessa Davis e George Brent in ‘The Rich Are Always with Us’ (di Alfred E. Green, 1932)”
Fonte: Mélo; Dizionari del Cinema Electa 2008, pag. 111. ISBN 9788837050214
Il film fu molto apprezzato all'epoca, come ancora oggi, per il coraggio con il quale affronta temi come l'emancipazione femminile, la salute psichica nella fase adolescenziale e l'adulterio in una società che non aveva ancora aperto al divorzio.

## Distribuzione
Il copyright del film, richiesto dalla Warner Bros. Pictures, Inc., fu registrato il 31 ottobre 1942 con il numero LP11662.
Date di uscita tratte da IMDb:
- Stati Uniti: Now, Voyager, 22 ottobre 1942
- Svezia: Under nya stjärnor, 21 febbraio 1944
- Finlandia: Uusien tähtien alla, 1º aprile 1945
- Australia: Now, Voyager, 1º novembre 1945
- Italia: Perdutamente tua, 20 luglio 1946
- Giappone: 15 agosto 1946
- Hong Kong: 2 gennaio 1947
- Francia: Une femme cherche son destin, 5 novembre 1947
- Danimarca: Under nye stjerner, 21 maggio 1948

## Riconoscimenti
- 1943 - Premio Oscar
  - Migliore colonna sonora (film drammatico o commedia) a Max Steiner
  - Candidatura Miglior attrice protagonista a Bette Davis
  - Candidatura Miglior attrice non protagonista a Gladys Cooper
- Nel 2007 è stato scelto per essere conservato nel National Film Registry della Biblioteca del Congresso degli Stati Uniti[8].
- Una battuta del film ("Oh, Jerry, non andiamo a chiedere la luna. Abbiamo le stelle", "Oh, Jerry, don't let's ask for the moon. We have the stars" in lingua originale) è stata inserita nel 2005 nella lista delle cento migliori citazioni cinematografiche di tutti i tempi stilata dall'American Film Institute, nella quale figura al 46º posto[9]. Il film compare inoltre al 23º posto della lista, sempre stilata dall'AFI, dei 100 migliori film sentimentali[10].